# Stal specjalna
Stal specjalna – stal przeznaczona do specjalnych zastosowań. Stale specjalne zawierają dużą ilość  dodatków stopowych, wymagają bardzo skomplikowanej  obróbki cieplnej oraz wysokiego reżimu obróbki i montażu. Ze względu na wysoką cenę nie są stosowane powszechnie.
Do stali specjalnych należą: 
- stal nierdzewna
- stal kwasoodporna
- stal żarowytrzymała
- stal żaroodporna
- stal magnetyczna
- stal odporna na zużycie